# بيدرو كواتريكاس
بيدرو كواتريكاس (من مواليد 27 سبتمبر 1936) هو عالم كيمياء حيوية أمريكي وأستاذ مساعد في علم الأدوية والطب في جامعة كاليفورنيا سان دييغو.